# Ingemar Selander
Ingemar Selander, med artistnamnet Blaziuz, född 24 juni 1977, är en svensk tecknare, grafiker, målare, skulptör och jägare. Selander använder uteslutande fåglar som motiv.
Selander är född i Umeå och utbildad vid Gerlesborgsskolan, Nordvästra Skånes folkhögskola och har varit lärling hos konstnären Bengt Jahnsson-Wennberg. Han har haft samlingsutställningar på bland annat Västerbottens museum i Umeå, Liljevalchs konsthall i Stockholm och Copenhagen Art Fair i Köpenhamn.
"Som konstnär tycker jag att det är viktigt att utveckla en stil, att gå på djupet med ett ämne och fortsätta att arbeta med det under mycket lång tid" skriver konstnären Blaziuz, alias Ingemar Selander.